# Il padrone della miniera
Il padrone della miniera (Master of the Mine) è un cortometraggio muto del 1914, diretto da William J. Bauman, scritto da Ernest Warner e prodotto dalla Vitagraph.

## Produzione
Il film fu prodotto dalla Vitagraph Company of America.

## Distribuzione
Distribuito dalla General Film Company, il film - un cortometraggio in due bobine - uscì nelle sale cinematografiche statunitensi il 10 febbraio 1914.